# التكون الهدبي
يُعرَّف التولد الهدبي بأنه بناء هدبي الخلية (الأهداب الأولية) أو آلية وساطة السوائل خارج الخلية (الهدب المتحرك). يتضمن تجميع وتفكيك الأهداب أثناء دورة الخلية. الأهداب عضيات مهمة للخلايا وتشارك في العديد من الأنشطة مثل إشارات الخلية ومعالجة إشارات النمو وتوجيه تدفق السوائل مثل المخاط فوق الخلايا وحولها. نظرًا لأهمية عمليات الخلايا هذه، يمكن أن تؤدي العيوب في التكوّن الهدبي إلى العديد من الأمراض البشرية المتعلقة بالأهداب غير العاملة. قد يلعب التكوّن الهدبي أيضًا دورًا في تطوير استخدام اليد اليسرى / اليمنى لدى البشر.

## تشكيل الأهداب
يحدث التولد الهدبي من خلال مجموعة مرتبة من الخطوات. أولاً، يجب أن تهاجر الأجسام القاعدية من المريكزات إلى سطح الخلية وتلتصق بالقشرة. على طول الطريق، ترتبط الأجسام القاعدية بحويصلات الغشاء ويندمج معقد حويصلة الجسم / الغشاء القاعدي مع غشاء البلازما للخلية. من المحتمل أن يكون الاندماج مع غشاء البلازما هو ما يشكل غشاء الأهداب. يتم تحديد محاذاة الأهداب المتكونة من خلال الموضع الأصلي والتوجه الأصلي للأجسام القاعدية. بمجرد تحديد المحاذاة، تمتد الأنابيب الدقيقة المحوارية من الجسم القاعدي وتذهب أسفل الغشاء الهدبي النامي، وتشكل الأهداب.
يجب تصنيع البروتينات في سيتوبلازم الخلية ولا يمكن تصنيعها داخل الأهداب. من أجل استطالة الهدب، يجب استيراد البروتينات بشكل انتقائي من السيتوبلازم إلى الهدب ونقلها إلى طرف الهدب عن طريق النقل داخل السجيل (IFT). بمجرد أن يتم تكوين الهدب بالكامل، فإنه يستمر في دمج تيوبيولين جديد عند طرف الأهداب. ومع ذلك، فإن الهدب لا يطول أكثر، لأن التوبولين الأقدم يتحلل في نفس الوقت. هذا يتطلب آلية نشطة تحافظ على الطول الهدبي. يمكن أن تؤثر أوجه القصور في هذه الآليات على حركية الخلية وإشارات الخلية بين الخلايا.

## أنواع التكوّن الهدبي
تتشكل معظم الأهداب (المعروفة أيضًا باسم الأسواط) كمقصورة منفصلة في الخلية وتسمى العملية التكوّن الهدبي المجزأ. ومع ذلك، فإن السوط، وهو نوع معين من الهدب الموجود في الحيوانات المنوية، يتشكل بطريقة فريدة من نوعها، والتي تسمى التكوّن الهدبي الخلوي (المعروف أيضًا باسم التكوّن الهدبي السيتوبلازمي)، لأنه في هذا النوع من التكوّن الهدبي، يتشكل محور عصبي الهدب في السيتوبلازم أو التعرض للسيتوبلازم.

## اعتلال الهدبيات
يمكن أن تؤدي العيوب الهدبية إلى مجموعة واسعة من الأمراض التي تصيب الإنسان تعرف باسم الاعتلال الهدبي التي تسببها طفرات في البروتينات الهدبية. تشمل بعض اعتلالات الهدبيات الشائعة خلل الحركة الهدبية الأولي، واستسقاء الرأس، والكبد المتعدد الكيسات وأمراض الكلى، وبعض أشكال اعتلال الشبكية. أظهرت بعض الأبحاث أن الطفرات في البروتينات الهدبية يمكن أن تؤدي إلى أنماط ظاهرية أخرى في النمو والبالغين مثل انسداد الكلية ومتلازمة بارديت بيدل ومتلازمة ألستروم ومتلازمة ميكل جروبر.

## التنظيم
تستخدم الخلايا المختلفة أهدابها لأغراض مختلفة، مثل الإشارات الحسية أو حركة السوائل. لهذا السبب، عندما تتشكل الأهداب ومدة اختلافها من خلية إلى أخرى. يجب تنظيم جميع العمليات التي تتحكم في تكوين الهدبية وتدهورها وطولها بطريقة ما للتأكد من أن كل خلية قادرة على أداء مهامها الضرورية.

### التشكيل والإزالة
نظرًا لأن الخلية التي تحتوي على الهدب تمر عبر دورة الخلية، يجب تنظيم التكوّن الهدبي. عادة ما تتشكل الأهداب خلال G1 من دورة الخلية وتتفكك أثناء الانقسام الفتيلي. من غير المعروف سبب تجمع الأهداب ثم تفكيكها، ولكن يُعتقد أن وجود الأهداب قد يتداخل مع الانقسام الفتيلي، وبالتالي يتم إزالتها قبل حدوث الانقسام الفتيلي.
الخلايا التي انقسمت مؤخرًا وهي في مرحلة G0 من دورة الخلية لا تحتوي على أهداب. خلال G1، يعلق المريكز الأم في قشرة الخلية ويشكل الهدب. خلال المرحلة S، المريكزات الأم والمريكزات الابنة (المريكزات الجديدة) يتضاعف ويتشكل المريكز الابنة الجديدة. قبل أن يحدث الانقسام الفتيلي في معظم الخلايا، يتم إعادة امتصاص الهدب مرة أخرى في الخلية. بعد انقسام الخلية الأصلية إلى خليتيها الجديدتين، يتم إصلاح الأهداب داخل الخلايا بعد دخول الخلايا الجديدة G1.

### الطول
لكل نوع من الخلايا طول مثالي محدد لأهدابها. لذلك، يجب تنظيم طول الأهداب لضمان الوظيفة المثلى للخلية. يُعتقد أن بعض العمليات نفسها التي تُستخدم للتحكم في تكوين وإزالة الأهداب (مثل IFT) تُستخدم في تنظيم طول الأهداب. يعد تنظيم الطول الهدبي مهمًا جدًا لأنه يؤثر على كيفية قدرة الخلية على استخدام أهدابها لتحريك السائل فوق سطحها أو إجراء الإشارات الخلوية. يمكن أن تحدث اعتلالات الهدبية المختلفة بسبب عيوب في الطول الهدبي. على سبيل المثال، البروتينات التي ثبت أنها تسبب متلازمة ميكل جروبر تؤثر على التحكم في الطول الهدبي. ومع ذلك، فإن الآليات التي تؤثر على التحكم في الطول الهدبي ليست مفهومة جيدًا. حتى يتم ذلك، سيكون من الصعب تحديد كيفية ارتباط عيوب الطول الهدبي بأمراض ومتلازمات الاعتلال الهدبي.